# Musa jackeyi
Musa jackeyi är en enhjärtbladig växtart som beskrevs av Walter Hill. Musa jackeyi ingår i släktet bananer, och familjen bananväxter. Inga underarter finns listade i Catalogue of Life.